# سقاوه میان ده
سقاوه میان ده مربوط به دوره قاجار است و در شهرستان خواف، خیابان شهاب، کوچه مسجد جامع، مسجد جامع ۸ واقع شده و این اثر در تاریخ ۱۸ اسفند ۱۳۸۷ با شمارهٔ ثبت ۲۴۹۸۳ به‌عنوان یکی از آثار ملی ایران به ثبت رسیده است.